# Vîvodove, Tomakivka
Vîvodove (în ucraineană Виводове) este localitatea de reședință a comunei Vîvodove din raionul Tomakivka, regiunea Dnipropetrovsk, Ucraina.

## Demografie
Componența lingvistică a localității Vîvodove
     Ucraineană (89,9%)
     Rusă (9,76%)
Conform recensământului din 2001, majoritatea populației localității Vîvodove era vorbitoare de ucraineană (89,9%), existând în minoritate și vorbitori de rusă (9,76%).